# Mars 2009 aux États-Unis
Les évènements de l'année 2009 aux États-Unis. 
2007 aux États-Unis - 2008 aux États-Unis - 2009 aux États-Unis - 2010 aux États-Unis - 2011 aux États-Unis
 2007 par pays en Amérique - 2008 par pays en Amérique - 2009 - 2010 par pays en Amérique - 2011 par pays en Amérique 
Janvier - Février - Mars - Avril - Mai - Juin - Juillet - Août - Septembre - Octobre - Novembre - Décembre

## Chronologie

### Dimanche1ermars 2009
Affaires diverses
- De violentes tempêtes de neige se sont abattues sur le nord-est et dans le sud-est du pays. Les services de météorologie nationale annonçaient une accumulation de neige de 10 à 47 cm. Ces chutes de neige tardives ont surpris les habitants du sud généralement habitués à des températures plus clémentes et ont nécessité l'emploi de chasse-neige pour dégager les routes, alors que de nombreux vols étaient annulés et que de multiples accidents de la circulation étaient enregistrés. Ces précipitations pourraient être les plus importantes de ces trois dernières années. La compagnie aérienne Delta Air Lines a annulé de très nombreux vols, notamment en direction et en provenance d'Atlanta (Georgie).

### Lundi2 mars 2009
Politique

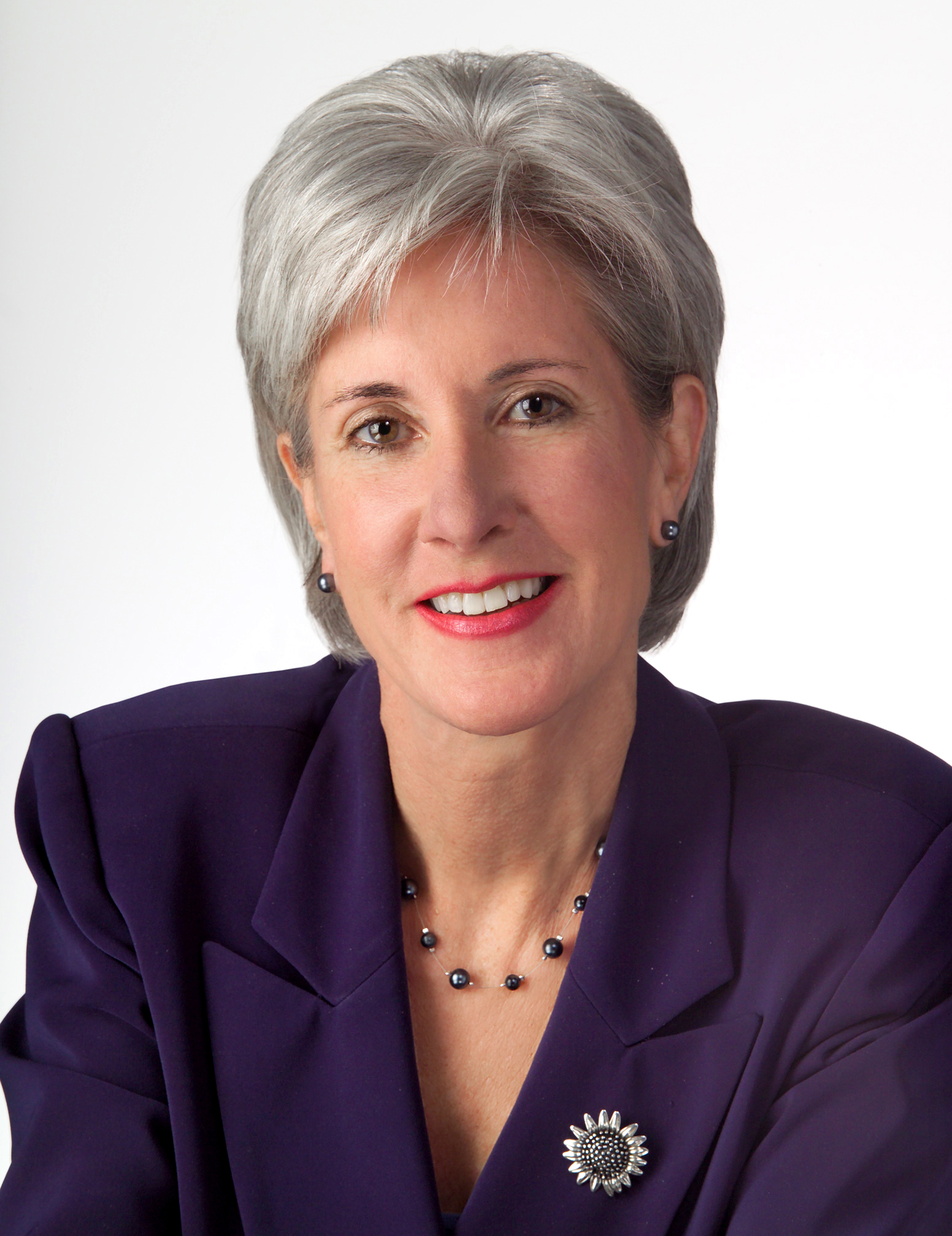
Kathleen Sebelius
(avril 2009)

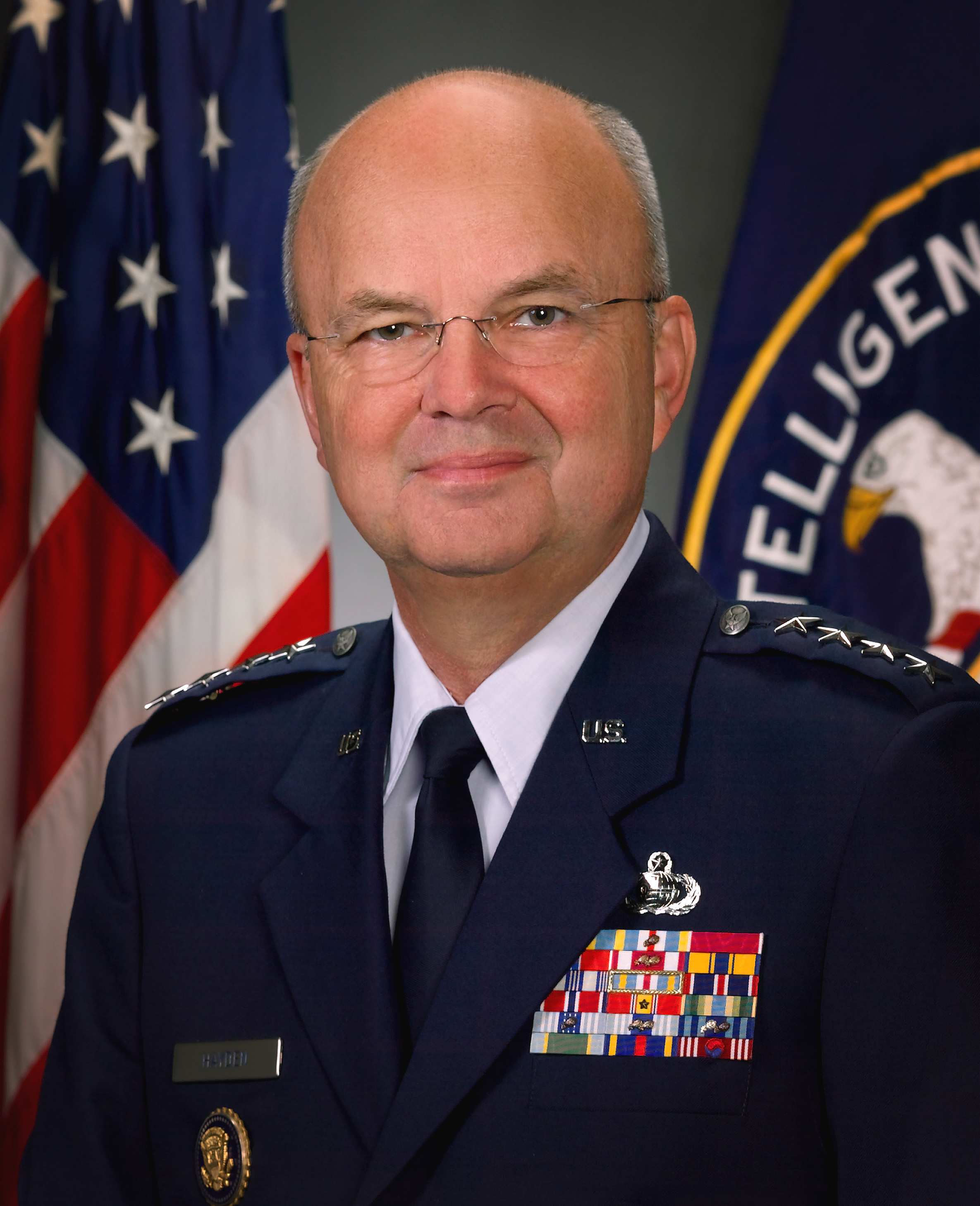
Michael Hayden
(juin 2006)

- Nouvelle administration du président Barack Obama : La gouverneure du Kansas, Kathleen Sebelius est nommée secrétaire d'État à la santé pour mener  une grande et difficile réforme du système de santé.
- Le ministre  de la Justice Eric Holder exclu désormais  l'usage de la « simulation de noyade » lors d'interrogatoires anti-terroristes, déclarant qu'il assimilait cette pratique à de la torture : « La simulation de noyade est de la torture. Mon ministère de la Justice ne le justifiera pas et ne l'excusera pas [...] L'usage et l'autorisation de la torture sont contraires à l'histoire de la jurisprudence et des valeurs américaines. Cela sape notre capacité à rendre la justice de manière équitable, et met en danger nos propres soldats, si jamais ils étaient capturés sur un champ de bataille à l'étranger ». Appelée « waterboarding », la simulation de noyade est une technique d'interrogatoire qui a été utilisée notamment contre trois des principaux suspects accusés d'avoir organisé les attentats du 11-Septembre et 33 prisonniers en tout.

Économie
- La banque britannique HSBC annonce la suppression de 6 100 emplois aux États-Unis, dans ses branches de prêt à la consommation « HFC » et « Beneficial  » dont elle va fermer la majorité du réseau après de lourdes pertes en 2008.
- L'organisme de refinancement hypothécaire Freddie Mac annonce la démission  de son patron David Moffett et demande au Trésor  une rallonge de 30 à 35 milliards de dollars.
- L'assureur AIG annonce  des pertes abyssales pour l'année 2008, frôlant les 100 milliards de dollars. Pour éviter une faillite qui pourrait avoir de lourdes conséquences sur le système financier américain, il réclame au  Trésor une nouvelle aide de 30 milliards de dollars de liquidités supplémentaires.

Affaires diverses
- La CIA aurait détruit 92 enregistrements vidéo d'interrogatoires antiterroristes selon le procureur Lev Dassin. Le 6 décembre, le directeur de l'Agence de renseignement, Michael Hayden, avait reconnu que ses services avaient détruit en 2005 plusieurs bandes enregistrées en 2002 et montrant des enquêteurs chargés d'interrogatoires utilisant des techniques très controversées.

### Mardi3 mars 2009
Économie

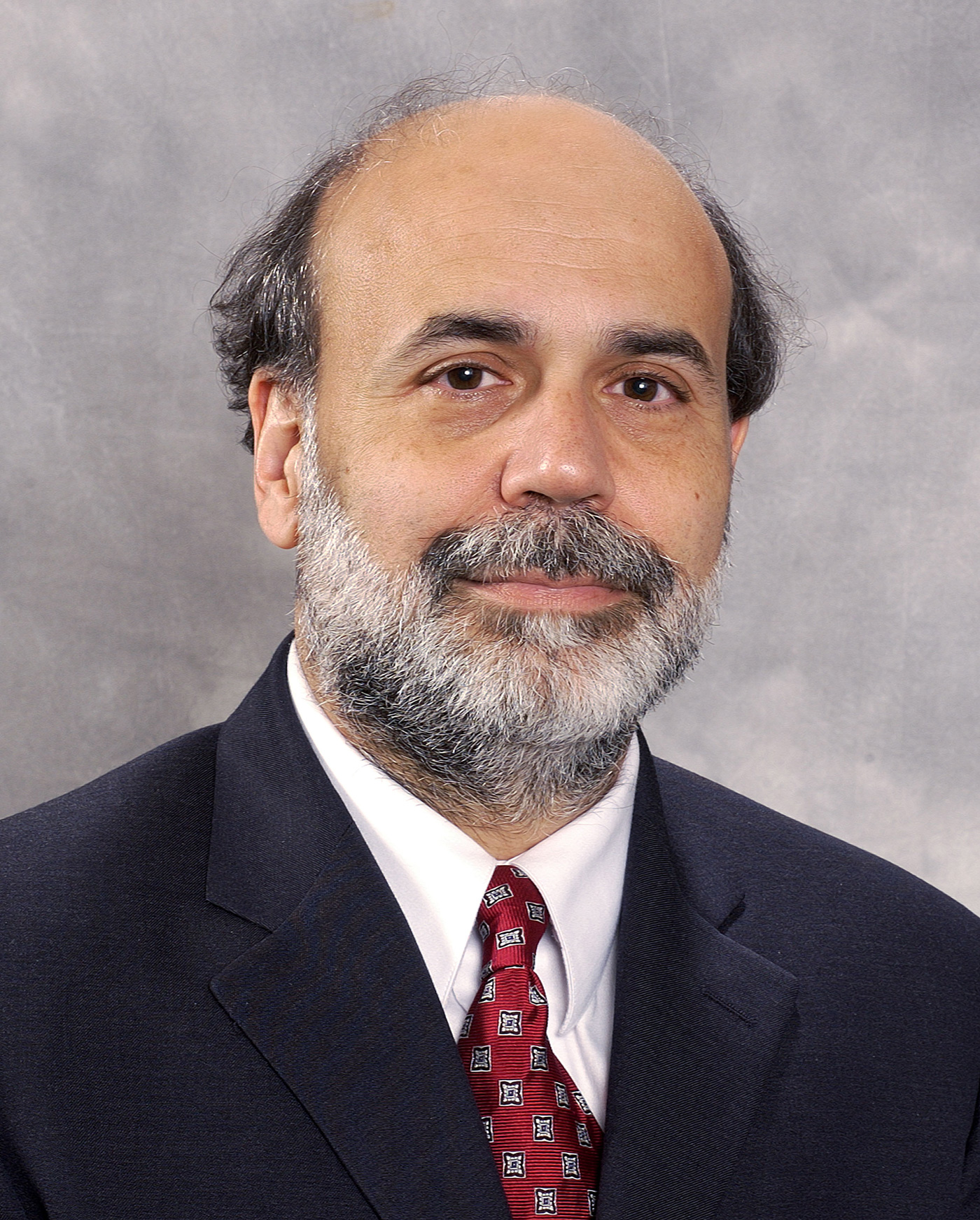
Ben Bernanke
(mai 2005)

- Le président de la Réserve fédérale Ben Bernanke se  dit devant le Sénat « en colère » contre le groupe d'assurances AIG, renfloué par l'État à hauteur de 180 milliards de dollars depuis septembre : « S'il y a un seul événement depuis les 18 derniers mois qui m'a mis en colère, je ne peux penser à aucun autre plus qu'à AIG [...] La situation d'AIG me met à l'évidence très mal à l'aise [...] Nous avons pris ces mesures parce que nous pensions d'abord que la faillite du plus grand groupe d'assurances du monde [...] serait catastrophique pour la stabilité du système financier mondial ». Ben Bernanke s'est dit persuadé que le soutien de l'État allait « contribuer à stabiliser le groupe », au lendemain de l'annonce d'un apport de 30 milliards de dollars de fonds publics supplémentaires. AIG a signé en 2008 la plus grande perte jamais enregistrée par une entreprise américaine, avec 99,3 milliards de dollars dont 61,7 milliards sur le seul quatrième trimestre, ce qui a obligé les autorités à le renflouer à hauteur de 180 milliards de dollars depuis septembre. Cependant l'hémorragie financière continue au premier trimestre pour le groupe américain d'assurances d'AIG, menacé de perdre encore des milliards de dollars, car conservant « 12 milliards de dollars d'exposition à des assurances de crédit sur des positions impliquant principalement des prêts hypothécaires de type subprime ».

Affaires diverses

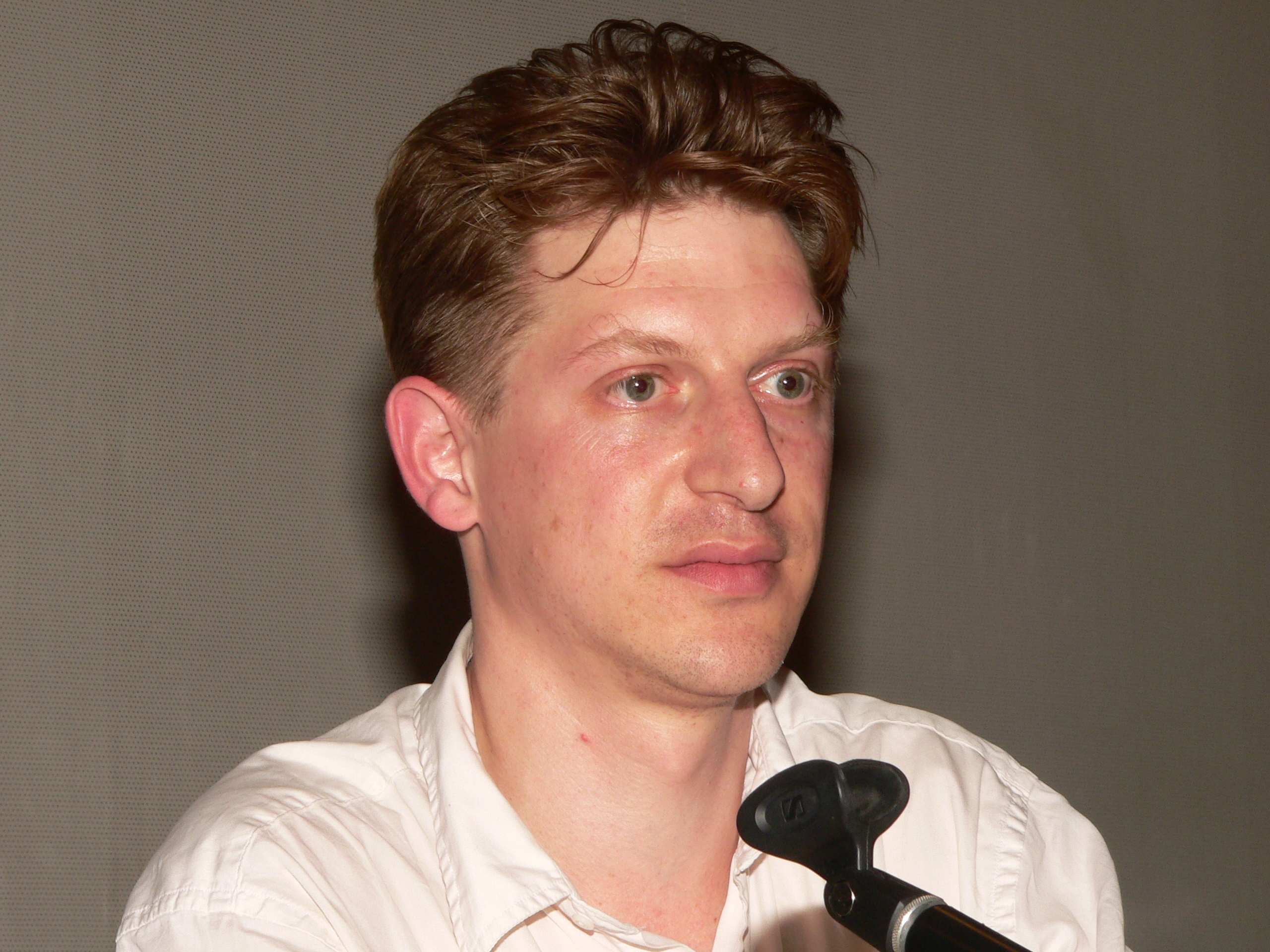
Jonathan Littell
(avril 2007)

- Le Comité olympique américain (USOC) décide la suppression de 10 à 15 % de son personnel et revoit à la baisse de 5 % son budget 2009 à 135,5 millions de dollars, certains de ses parrainages ayant choisi de ne pas renouveler leur contrat en raison de la crise économique mondiale. Trois de ses principaux sponsors ont choisi de ne pas renouveler leur contrat et l'USOC est en négociation avec deux autres. L'USOC emploie 425 personnes, pour la plupart dans son siège de Colorado Springs (Colorado), cette réduction du personnel va essentiellement concerner le  secteur administratif.
- Le président mexicain Felipe Calderon déclare dans une interview à l'AFP que le trafic de drogue aux États-Unis est « lié à un phénomène de corruption » au sein des autorités du pays, tout comme au Mexique.
- La parution en Grande-Bretagne et aux États-Unis du sulfureux best-seller de Jonathan Littell, Les Bienveillantes, prix Goncourt 2007, déchaîne les critiques anglo-saxons : « Roman remarquable » pour les uns, « délibérément répugnant » pour les autres, il s'est attiré les foudres du New York Times. Selon le critique vedette Michiko Kakutani, Littel n'est qu'« un piètre imitateur de Sade et de Genet ». Son roman, qualifié de « valise trop pleine », enchaîne « une succession sans fin de scènes de tortures, de mutilations, et d’autres épisodes illustrant les fantasmes incestueux et sado-masochistes du narrateur ».

### Mercredi4 mars 2009
Politique
- Le Premier ministre britannique Gordon Brown suggère devant le Congrès américain d'interdire les paradis fiscaux, à quelques semaines du sommet du G20 de Londres destiné à la réforme du système financier mondial : « Vous êtes en train de restructurer vos banques. Nous aussi. Mais les placements de tous ne seraient-ils pas beaucoup plus sûrs si le monde entier se mettait d'accord pour interdire les systèmes bancaires parallèles et les paradis fiscaux [plaidant pour] un système bancaire mondial qui serve notre prospérité au lieu de la menacer [et demandant que le sommet du G20 débouche sur] des règles et des normes en matière de responsabilité, de transparence et de rémunération qui sonneront la fin des excès et s'appliqueront à toutes les banques, partout, et en tout temps ».

Économie
- Le groupe  de casinos MGM Mirage annonce un risque de  déposer le bilan cette année, car ne pouvant  faire face à ses obligations financières, et qu'il avait entamé des négociations avec certains de ses créanciers. 1,2 milliard de dollars d'obligations arrivent à échéance cette année, et la même somme en 2010. Déjà propriétaire de dix casinos à Las Vegas, le groupe achève actuellement la construction dans la capitale du jeu un immense complexe d'un coût de plusieurs milliards de dollars, qui abritera notamment trois grands hôtels, un casino et un centre commercial.

### Jeudi5 mars 2009
Économie
- Le constructeur General Motors ex-numéro un mondial de l'automobile, évoque la possibilité d'une liquidation, si le gouvernement  refusait de lui verser les milliards de dollars de rallonge que le groupe réclame et si le robinet du crédit continue de lui être fermé : « La récurrence de nos pertes opérationnelles [...] et notre incapacité à générer des liquidités suffisantes pour faire face à nos obligations et soutenir nos activités soulève un doute substantiel sur notre capacité à survivre. Le groupe a de nouveau brandi la menace d'un dépôt de bilan via la loi sur les faillites dite "chapitre 11", qui permet de se restructurer à l'abri des créanciers. Mais il a aussi admis la possibilité d'une liquidation pure et simple, dite "chapitre 7" ».

Affaires diverses
- Illinois : Un  chef de la police locale accuse le site de petites annonces Craigslist d'être la plus « grande source de prostitution » des États-Unis. Il  réclame l'interdiction des pages de « services érotiques », mais également le remboursement de l'argent public ayant servi à payer les salaires des policiers qui ont enquêté dans des affaires liées au site. Selon la police fédérale américaine en 2008, plus de 2 800 annonces relevant de la prostitution de mineurs ont été relevées sur Craigslist.

### Vendredi6 mars 2009
Politique
- Administration du  président Barack Obama : Création d'un nouveau poste d'ambassadrice itinérante confié à Melanne Verveer, ancienne membre de l'administration de Bill Clinton. Ce poste est consacré aux problèmes que rencontrent les femmes dans le monde dépendant du département d'État. Melanne Verveer est l'une des fondatrices et présidente de Vital Voices Global Partnership, une ONG qui promeut les femmes dirigeantes dans des pays en développement

### Samedi7 mars 2009
Politique

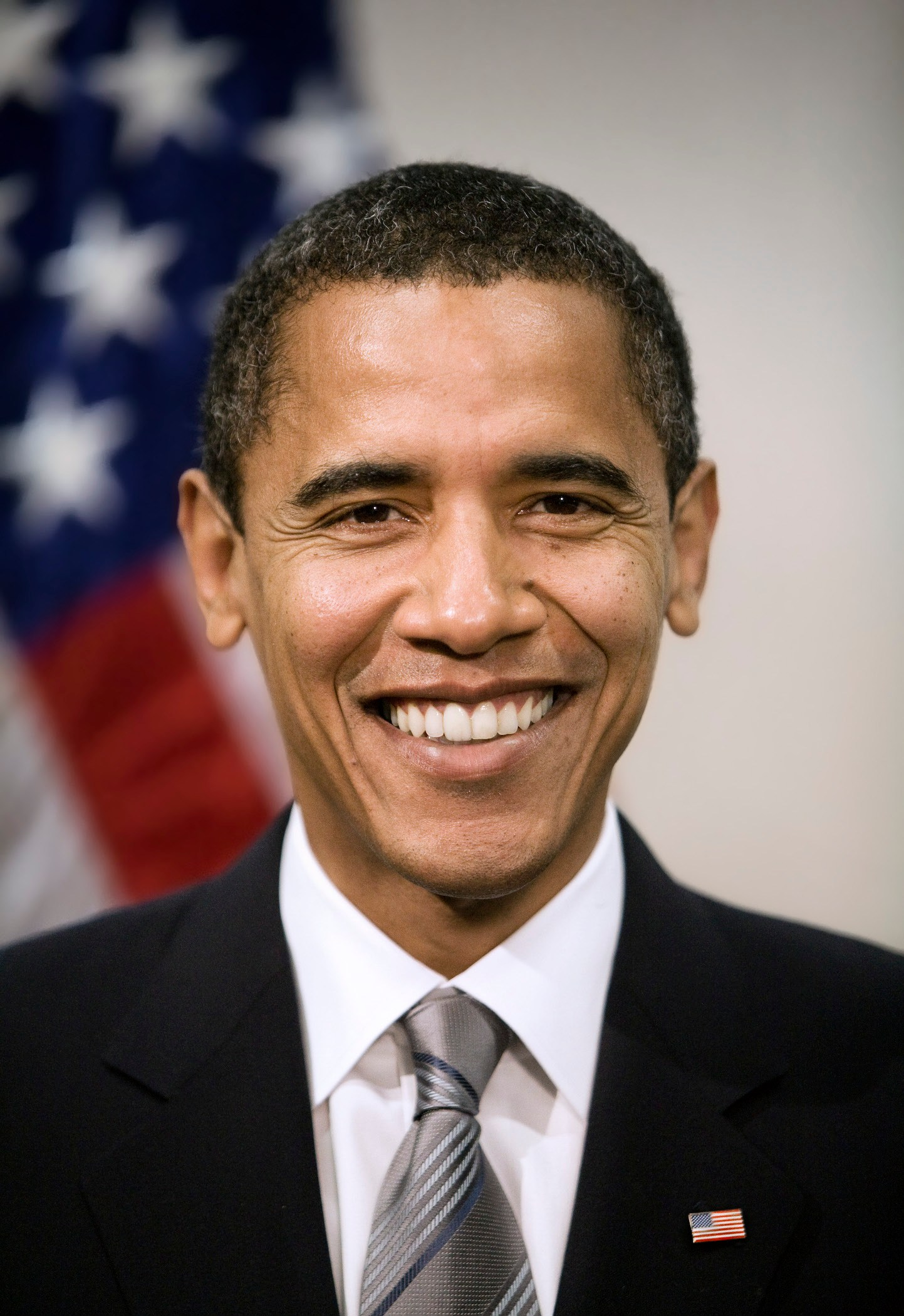
Barack Obama
(novembre 2008)

- Le président Barack Obama s'engage  à mettre un terme aux pratiques budgétaires « irresponsables » qui appartiennent selon lui « au passé » et à agir énergiquement pour que les États-Unis sortent renforcés de la crise. Selon lui, son administration a hérité d'un déficit budgétaire de 1 300 milliards de dollars, dont le gouvernement précédent et  Wall Street ont truqué les chiffres pendant des années afin de cacher le coût réel des dépenses.  L'administration Obama table sur un déficit budgétaire record de 1 752 milliards de dollars en 2009, réduit à 1 171 milliards en 2010. Il a aussi exhorter les Américains à tirer profit de la dureté des temps :  « Oui, c'est un moment de défi pour notre pays. Mais nous avons déjà vécu de grandes épreuves. Et avec chaque épreuve, chaque génération a découvert la capacité non seulement d'endurer, mais de prospérer, de découvrir de grandes opportunités au cœur des grandes crises [...] C'est ce que nous pouvons et devons faire aujourd'hui et je suis sûr que c'est ce que nous ferons ». Au sujet de la réforme du système de santé américain, le plus cher au monde mais qui prive aussi de toute couverture médicale quelque 48 millions de personnes, sans compter tous ceux qui sont mal assurés, il déclare : « Nos idées et opinions sur la manière de mener cette réforme à bien peuvent diverger, mais notre objectif doit être le même : un système de soins de qualité et abordable pour chaque américain, qui n'obère plus les budgets des familles, des entreprises et du gouvernement ».

Économie
- Selon l'économiste Nouriel Roubini, un des rares économistes à avoir annoncé la crise des crédits hypothécaires à risques, la crise économique mondiale pourrait durer jusqu'à fin 2010. Il estime que  les gouvernements faisaient « trop peu, trop tard », même s'ils prenaient « la bonne direction », et appelle les États-Unis, l'Europe et le Japon a « agir de concert » pour s'attaquer à la crise et éviter qu'elle n'empire : « Les gens ont coutume de dire que lorsque les États-Unis éternuent, le reste du monde s'enrhume. Dans ce cas là, les États-Unis ne font pas qu'éternuer, ils souffrent d'un sérieux cas de pneumonie chronique [...] Ou bien nous coulons ensemble, ou bien nous nageons ensemble »

### Dimanche8 mars 2009
Politique
- Administration du  président Barack Obama : trois sous-secrétaires au département du Trésor sont nommés pour épauler le secrétaire au trésor Timothy Geithner, confronté à une crise économique majeure : David Cohen est désigné sous-secrétaire adjoint pour les questions liées au financement de la lutte contre le terrorisme, Alan Krueger est désigné sous-secrétaire adjoint pour la politique économique et Kim Wallace pour les affaires législatives. Ces trois nominations doivent être confirmées par le Sénat.

Affaires diverses
- Mort du peintre Ernest Trova (82 ans),  artiste devenu célèbre dans les années 1960 pour sa série de « L'homme qui tombe » (Falling Man) décliné en tableaux, affiches et sculptures. Selon Matt Strauss : « Ernie Trova a créé une grande icône de l'imperfection de l'homme, et une œuvre qui représente une étude remarquable de la contre-utopie de l'après-guerre ». Certaines de ses œuvres sont exposées dans les collections permanentes du musée d'Art moderne, du musée Whitney d'art américain, au Guggenheim et à la Tate Gallery.

### Lundi9 mars 2009
Politique
- Le président Barack Obama lève  les restrictions imposées par l'ancien président George W. Bush au financement par l'État fédéral de la recherche sur les cellules souches obtenues à partir de l'embryon humain, en invoquant l'espoir que cette recherche aide à soigner certaines des maladies les plus graves : « Nous allons apporté le changement que tellement de scientifiques et de chercheurs, tellement de médecins [...] tellement de malades et leurs proches ont espéré au cours des huit dernières années, et pour lequel ils se sont battus ; nous allons lever l'interdiction faite à l'État fédéral de financer la recherche pleine de promesses sur les cellules souches embryonnaires [...] Nous apporterons un soutien vigoureux aux scientifiques qui mènent cette recherche »[1].

Économie
- Le groupe pharmaceutique Merck annonce le rachat de 68 % son concurrent Schering-Plough pour 41,1 milliards de dollars.

### Mardi10 mars 2009
Économie
- Le groupe industriel United Technologies, confronté à un effondrement de ses ventes, annonce  la suppression de 11 600 emplois dans le monde, pour l'essentiel dans ses services administratifs, et revoie à la baisse ses prévisions de résultats.
- Le studio de cinéma Sony Pictures d'Hollywood annonce la suppression de  350 postes, soit environ 5 % de ses effectifs. Le studio reste bénéficiaire, mais « l'aggravation de la crise financière internationale a commencé à avoir de l'effet »  sur certains des « secteurs d'activité, comme les ventes à la télévision, de DVD et les revenus publicitaires ». D'autres studios hollywoodiens, comme Paramount, Warner Bros., Universal et Disney ont aussi récemment annoncé des suppressions d'emploi.

Affaires diverses
- Texas : Un Texan d'origine hispanique de 34 ans est exécuté par injection létale pour le meurtre d'une ancienne petite amie et de son nouveau compagnon par plusieurs coups de feu dans leur voiture. Il s'agit de la 11e exécution depuis le début de l'année dans cet État.

### Mercredi11 mars 2009
Politique
- Selon un rapport du Centre national de recherche sur les familles sans abri, un  enfant américain sur 50 est un sans abri. Selon les estimations fournies par l'analyse des données de l'année 2005-2006, 1,5 million d'enfants ont vécu sans abri au moins une fois cette année-là, une situation aggravée par les pertes d'emploi et les saisies immobilières. Le rapport  pointe l'incapacité de la plupart des États à lutter contre un phénomène que la crise économique aggrave et qui reste négligé. Selon le document, les enfants sans abri souffrent plus volontiers de la faim que les autres enfants, ont plus de problèmes de santé chronique, redoublent plus souvent à l'école quand ils n'en sont pas exclus. Il fait apparaître les dégâts à long terme résultant de la perturbation des liens d'amitié, des soins et de la routine familiale.
- Le président Barack Obama annonce la création d'un  comité chargé de le conseiller sur les problèmes rencontrés par les femmes et les filles et chargé  d'aider son administration à gérer les problématiques se rapportant aux femmes, en particulier pour s'assurer que les deux sexes disposent des mêmes opportunités de travail. À l'issue de la signature, la secrétaire d'État Hillary Clinton et Michelle Obama ont remis  le Prix international du Courage féminin à sept femmes étrangères  pour le combat qu'elles mènent contre les discriminations et les inégalités.

Affaires diverses
- Alabama : Dix personnes sont tués dans deux fusillades à Samson et à Geneva par un tueur armé avant d'être abattu par la police.
- La skieuse Lindsey Vonn remporte  la Coupe du monde dames de ski alpin, le « Grand globe », à l'issue de la descente des finales à Åre, en Suède. L'Américaine a devancé l'Allemande Maria Riesch et l'Autrichienne Renate Götschl. Au général, la double championne du monde (descente/super-G) est désormais inaccessible en tête du classement alors qu'il reste trois épreuves à disputer.

### Jeudi12 mars 2009
Affaires diverses

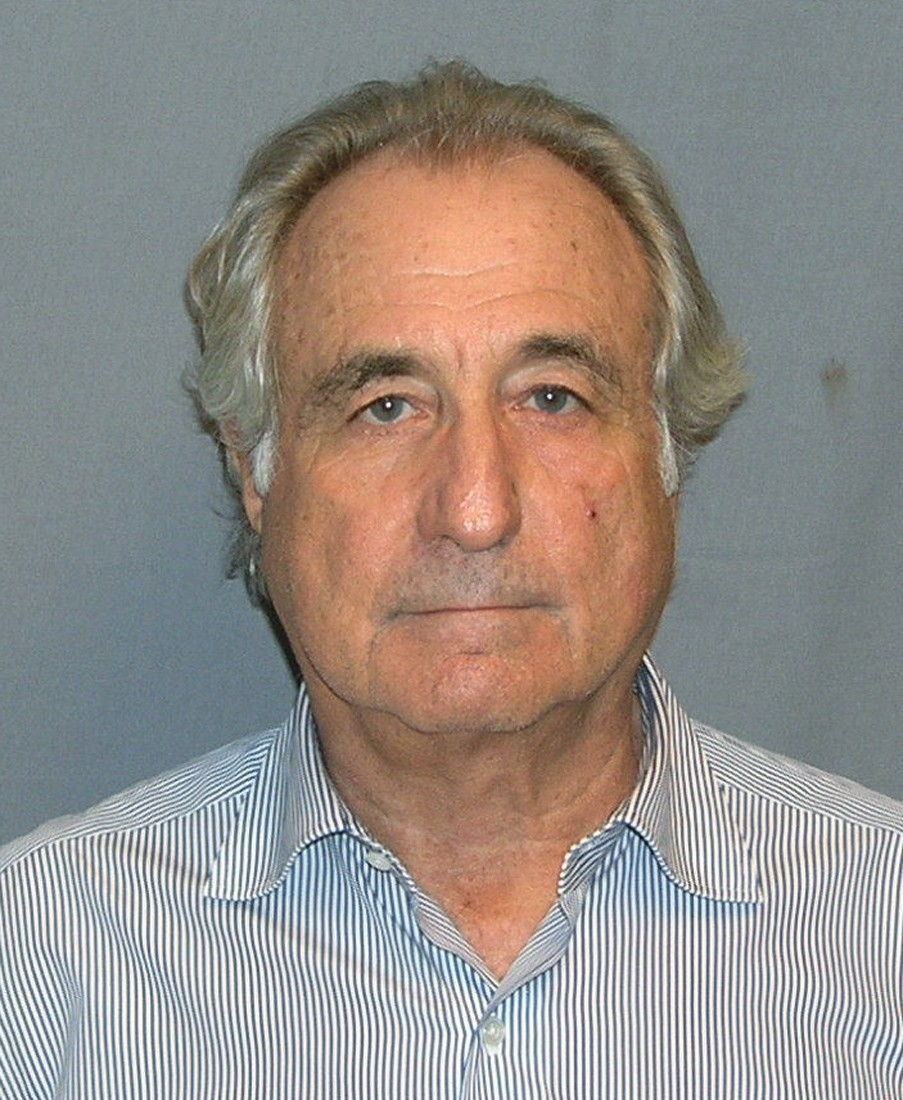
Bernard Madoff
(mars 2009)

- Le financier escroc Bernard Madoff s'est présenté  au tribunal de New York et a accepté de  plaider coupable de onze chefs d'inculpation trois mois après son arrestation pour une escroquerie portant sur quelque 64,8 milliards de dollars selon l'accusation. À 70 ans, après un demi-siècle d'une carrière dans la finance, l'ancien patron du Nasdaq, qui appartenait à l'élite de Wall Street, encourt une peine maximale de 150 ans de prison.
- Des destroyers de la marine américaine escorteront désormais les  navires américains en mer de Chine méridionale, après le harcèlement dont a été victime récemment un bâtiment de l'US Navy non-armé de la part d'une flottille chinoise.

### Vendredi13 mars 2009
Économie
- Le pétrolier Sunoco (Philadelphie, Pennsylvanie), spécialisée dans le raffinage et les autres activités d'aval, annonce  la suppression de 20 % de ses effectifs, soit 750 postes, dans le cadre d'une restructuration destinée à garder l'entreprise « compétitive » et à économiser 300 millions de dollars par an. Le bénéfice net 2008 se monte à 776 millions de dollars en baisse de 11 %.

Affaires diverses
- La NAACP (National Association for the Advancement of Colored People) grande organisation de défense des droits des Noirs, annonce vouloir attaquer en justice deux grandes banques, Wells Fargo et HSBC, qu'elle accuse de « racisme systématique et institutionnalisé dans la pratique des prêts immobiliers à risque » dans leur politique de prêts en imposant des taux d'intérêt défavorables à la clientèle afro-américaine[2].
- Le constructeur automobile General Motors annonce le rappel de quelque 277 000 voitures de dix modèles aux États-Unis pour défaut dans le câblage des boîtes de transmission automatiques, risquant de ne pas bloquer le véhicule en position P ("parking"), la position du levier de vitesse ne correspond pas à la vitesse effectivement enclenchée.
- Un exemplaire du premier album de Superman,  a été vendu aux enchères sur le site www.comicconnect.com pour 317 200 dollars. La couverture de cet exemplaire, rare et non restauré, de la revue Action Comics montre le héros, cape rouge et tenue bleue frappée du logo "S", tenant une voiture verte à bout de bras au milieu de passants terrifiés.

### Samedi14 mars 2009
Politique
- Le président Barack Obama annonce la création d'un groupe de travail intergouvernemental pour la sécurité alimentaire qui devra coordonner l'action du gouvernement pour améliorer et faire respecter les lois sur la sécurité alimentaire. Il a aussi  nommé Margaret Hamburg, une experte en bioterrorisme, à la tête de l'Agence des médicaments et des aliments (FDA), l'organisme chargé notamment de la sécurité des approvisionnements alimentaires du pays. Cette annonce intervient après une série de problèmes alimentaires qui ont affecté les consommateurs américains ces dernières années[3].

### Dimanche15 mars 2009
Politique

Dick Cheney
(2005)

- L'ancien vice-président, Dick Cheney, accuse le président Barack Obama de rendre  l'Amérique plus vulnérable et moins sûre, car il a remis en cause ou supprimé bon nombre des mesures antiterroristes prises après le 11 septembre par l'administration Bush : « Je pense que ces programmes étaient absolument cruciaux dans les succès rencontrés dans la collecte des renseignements qui nous ont permis de déjouer toutes les tentatives d'attaquer les États-Unis depuis le 11 septembre ».

Économie
- L'assureur AIG, sauvé de la faillite en septembre par l'État fédéral, révèle  que l'argent reçu avait surtout servi à dédommager des banques européennes. Trois institutions ont reçu 70 % des 52 milliards de dollars de fonds publics utilisés entre septembre et décembre pour dénouer les positions souscrites par la filiale financière d'AIG : la banque d'affaires américaine Goldman Sachs (12,9 milliards de dollars), la banque française Société générale (11,9 milliards) et la banque allemande Deutsche Bank (11,8 milliards).

Affaires diverses
- Selon le New York Times, le géant  de l'assurance AIG s'apprêterait  à verser quelque 165 millions de dollars de primes aux responsables de ses activités financières, ceux-là mêmes qui furent à l'origine de ses pertes historiques de 99,3 milliards de dollars l'an dernier. Ces bonus, qui s'ajoutent à ceux versés au sein d'autres entités du groupe, sont destinés aux cadres de la filiale londonienne AIG Financial Products, qui ont provoqué la chute, puis la nationalisation de l'ancien numéro un mondial de l'assurance, en ayant souscrit des contrats protégeant les investisseurs contre le risque de non-remboursement d'investissements à risque.
- Selon un rapport  de la conférence des évêques américains, l'Église catholique des États-Unis a payé 436 millions de dollars en 2008 dans le cadre des affaires d'abus sexuels perpétrés par des membres du clergé, alors que le nombre de nouvelles plaintes a augmenté de 16 % par rapport à 2007, pour atteindre 803 nouveaux cas, dont plus de la moitié concerne des enfants. Un peu plus de la moitié de ces nouvelles plaintes portent sur des abus commis entre 1960 et 1974. L'essentiel de ce montant (374 millions de dollars) a été versé en guise de compensations aux victimes. En 2007, l'église catholique avait déboursé 526 millions de dollars.
- La navette spatiale américaine Discovery est lancée avec succès à 23 h 43 GMT du Centre spatial Kennedy de Cap Canaveral (Floride).

### Lundi16 mars 2009
Politique
- Le président Barack Obama dénonce un « outrage » fait « aux contribuables qui maintiennent l'entreprise à flot » après la décision de l'assureur American International Group de verser des bonus à ses dirigeants alors même qu'il a été sauvé de la faillite par le trésor fédéral à coups de dizaines de milliards de dollars. Le président annonce que son administration allait user de « tous les moyens légaux » pour empêcher AIG  de verser ces 165 millions de dollars (127 millions d'euros) de bonus sur un total de 450 millions initialement prévus. Ces bonus sont destinés aux dirigeants des activités financières de la filiale londonienne AIG Financial Products, à l'origine de ses pertes historiques de 99,3 milliards de dollars en 2008.
- La presse américaine révèle un rapport confidentiel du Comité international de la Croix-Rouge (CICR) datant de 2007 et concluant que le traitement infligé aux personnes soupçonnées de terrorisme dans les prisons secrètes de la CIA relevait de la « torture ». Ce document  constitue le compte-rendu le plus détaillé des traitements infligés à des détenus dans le cadre de « la guerre contre le terrorisme » menée par l'administration de l'ancien président George W. Bush[4].

Économie
- La production industrielle est en baisse en février pour le quatrième mois consécutif et son recul atteint 11,2 % situant le niveau d'activité au plus bas historique depuis avril 2002.
- Le constructeur  d'engins de chantier Caterpillar annonce 2 454 nouvelles suppressions d'emploi, portant à près de 25 000 depuis le début de l'année le nombre de postes de travail voués à disparaître au sein du groupe et concernant 5 sites aux États-Unis, en Georgie, en Indiana et en Illinois.

Affaires diverses
- La capitale fédérale Washington D.C. est touchée par une « épidémie » de sida, selon les services de santé de la ville. 15 120 personnes sont porteuses du virus du sida, soit quelque 3 % des habitants âgés de plus de 12 ans à la fin de l'année 2008. Avec 3 % de la population séropositive, au virus de l'immunodéficience humaine (VIH), Washington est considérée comme touchée par une épidémie selon les services de santé. Le taux d'infection de Washington, qui compte près de 600 000 habitants, est supérieur à celui de pays plus pauvres et moins développés comme le Burkina Faso ou l'Ukraine (1,6 % de séropositifs) ; il est aussi supérieur au taux de personnes atteintes d'un cancer aux États-Unis (0,5 %). Les personnes les plus touchées sont les Noirs et les adultes âgés de 40 à 49 ans (environ 7 % de séropositifs dans ces deux groupes).

### Mardi17 mars 2009
Politique

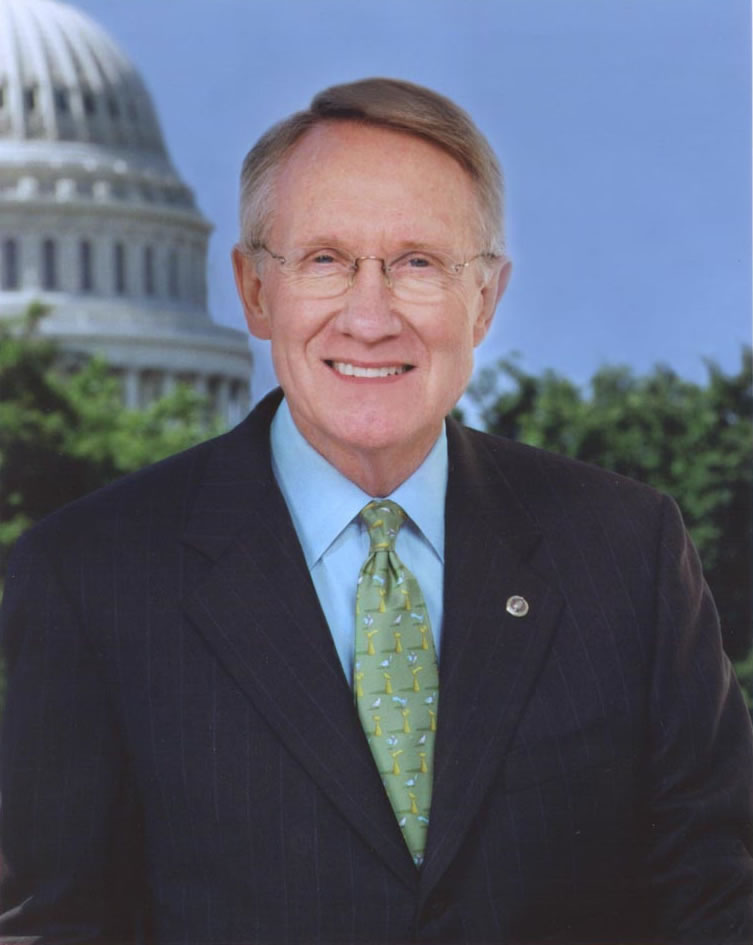
Harry Reid
(juillet 2005)

- Le chef de la majorité démocrate du Sénat Harry Reid lance  un ultimatum à l'assureur AIG lui enjoignant de renégocier les contrats des primes accordées à ses cadres, sous peine de lancement d'un nouveau texte législatif destiné à imposer à ces primes de sévères pénalités fiscales supérieures à 90 %.
- Selon le général américain Victor Renuart, chef du commandement de la zone Amérique du Nord, lors d'une audition devant le Sénat américain, la guerre des cartels mexicains débordant au Texas voisin, les États-Unis doivent envisager d'envoyer plus de troupes ou d'agents spécialisés dans la lutte contre la drogue à la frontière avec le Mexique. Toutes les composantes des forces de l'ordre et de l'armée seront probablement concernées. Les forces déployées à la frontière avec le Mexique ont d'ores et déjà recours à des méthodes utilisées en Irak et en Afghanistan, comme les drones capables de localiser les tunnels.

Économie
Affaires diverses
- La Réserve Fédérale américaine annonce avoir  relevé des « déficiences » en matière de contrôle de blanchiment d'argent au sein de la branche new-yorkaise de la banque française Société générale et avoir signé le 4 mars dernier un accord au terme duquel la banque s'engage à revoir dans les 120 jours sa structure et ses pratiques de surveillance dans sa filiale de New York afin que les faits qui lui sont reprochés ne puissent pas se reproduire. Dans un délai de 60 jours, la banque et sa filiale new-yorkaise, doivent présenter un programme « acceptable » destiné à améliorer les contrôles et se conformer aux dispositions légales concernant le secret bancaire et le blanchiment. La banque doit également préciser sous 60 jours, comment elle compte s'y prendre pour « identifier dans les temps et de manière précise » les transactions suspectes afin de les signaler aux autorités[5].

### Mercredi18 mars 2009
Économie
- L'hebdomadaire « Time » lance la première expérience de magazine à la carte, intitulé « Mine » permettant aux lecteurs de piocher parmi plusieurs publications les articles qui les intéressent pour faire une publication sur papier ou en ligne. Ils peuvent choisir leurs articles parmi ceux de huit titres du groupe Time et de son partenaire American Express Publishing et créer gratuitement leur propre magazine de 36 pages — y les pages de publicité — puis le recevoir en ligne ou sur papier.

Affaires diverses
- Le comptable du financier américain déchu Bernard Madoff, David Friehling, est arrêté et inculpé de fraude sur titres et de rédaction de faux rapports d'audit. Selon le parquet : « Depuis au moins le début des années 1990, jusque vers le 11 décembre 2008, David Friehling a, directement ou indirectement, en relation avec l'acquisition et la vente de titres, [...] manipulé les documents et violé les réglementations en vigueur [...] établissant de faux relevés et audits financiers pour la société Bernard L. Madoff Investments Securities LLC ».
- Décès de l'actrice britannique Natasha Richardson à l'hôpital Lennox Hill de Manhattan, deux jours après l'accident de ski dont elle a été victime au Canada dans une station huppée du Québec..

### Jeudi19 mars 2009
Politique

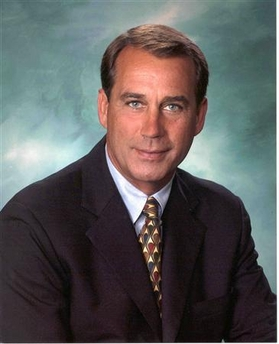
John Boehner
(septembre 2006)

- La Chambre des représentants adopte un projet de loi visant à imposer à 90 % les primes telles que celles octroyées à des cadres de l'assureur AIG renfloué récemment par l'État fédéral, mais les Républicains font échouer le vote d'une résolution visant à soutenir l'action du président Barack Obama et de son administration dans la gestion de l'affaire des primes aux cadres de l'assureur AIG. Selon eux, le président Obama, en signant en février le plan de relance économique de 787 milliards de dollars, a validé une disposition ajoutée au dernier moment et stipulant que l'interdiction des primes ne s'applique pas aux primes résultant de contrats datant d'avant le 11 février 2009. Selon le chef de la minorité républicaine John Boehner : « Si le président Obama n'avait pas signé ce projet de loi, les cadres d'AIG n'auraient pas eu 165 millions de dollars de primes financées par les contribuables »

Économie
- L'assureur AIG, sauvé de la faillite par l'État fédéral, annonce au cours d'une audition au Congrès, le dénouement des positions investis à risque d'un montant de 1 600 milliards de sa filiale financière « AIG Financial products » sur les quatre prochaines années. Il annonce aussi son prochain changement de dénomination sociale.
- L'État fédéral, vient en aide aux équipementiers après celle apportée aux  constructeurs automobiles. Le Trésor a promis une enveloppe de 5 milliards de dollars à ce secteur, pour faire face à « la crise du crédit et de la chute rapide des ventes d'automobiles [...] De nombreux fournisseurs de pièces détachées pour automobiles sont incapables d'accéder au crédit et font face à une incertitude croissante. Ce programme les aidera à rompre ce cycle ».

Affaires diverses
- 4,3 millions de naissances ont été enregistrées aux États-Unis en 2007 plus que pendant tout autre année de l'histoire du pays dépassant le pic du baby boom il y a 50 ans. Le taux de natalité a légèrement augmenté chez les femmes de tous les âges, et les naissances chez les femmes non mariées a atteint un record d'environ 40 %. Plus des trois quarts de ces femmes avaient 20 ans ou plus. En moyenne, une femme américaine fait 2,1 enfants dans sa vie. Les États-Unis vivent un baby boom avec un taux de fertilité croissant dans tous les groupes raciaux. Le taux de fertilité le plus élevé se trouve parmi les hispaniques.
- Le ministère de la Justice expulse vers l'Autriche, un ancien gardien nazi de 83 ans, Josias Kumpf, qui a notamment participé au massacre de 8 000 Juifs en Pologne en 1943 et qui avait obtenu en 1964  la citoyenneté américaine après avoir  fui l'Autriche en 1956. D'origine serbe, il était gardien SS au camp de concentration de Sachsenhausen, en Allemagne, en octobre 1942, avant d'être transféré au camp de travail de Trawniki en Pologne. Il a  reconnu  avoir participé en novembre 1943 à une opération nazie qui a abouti à la mort de 42 000 Juifs, hommes, femmes et enfants, en l'espace de deux jours dans trois camps de la Pologne orientale[6].
- Nouveau-Mexique : Le gouverneur démocrate Bill Richardson promulgue l'abolition de la peine de mort au  Nouveau-Mexique qui devient le 15e État américain à ne pas imposer le châtiment suprême. L'annonce de cette décision intervient 5 jours après l'adoption par le Sénat du Nouveau-Mexique du texte abolissant la peine capitale par 24 voix contre 18, après que la Chambre basse du parlement l'eut entérinée.

### Vendredi20 mars 2009
Économie
- Record inquiétant du déficit budgétaire pour  l'exercice 2008-2009 qui  devrait atteindre le montant exceptionnel de 1 845 milliards de dollars, soit l'équivalent de 13,1 % du produit intérieur brut. Par comparaison, le déficit budgétaire pour l'exercice précédent avait atteint 459 milliards de dollars, soit 3,2 % du PIB.

### Samedi21 mars 2009
Économie
- Les autorités américaines annoncent la mise sous tutelle de deux grosses mutuelles de crédit aux entreprises, « US Central » et « Wescorp », totalisant respectivement 34 et 27 milliards d'actifs.

### Dimanche22 mars 2009
Économie
- Le secrétaire au Trésor Timothy Geithner annonce  un programme de 500 milliards de dollars avec la possibilité d'être porté à mille milliards de dollars pour libérer les banques de leurs actifs douteux qui, selon lui, « entravent actuellement » le système financier américain : « Le système financier dans son ensemble travaille encore contre la reprise [...] Beaucoup de banques, encore plombées par des prêts résultant de mauvaises décisions, s'abstiennent de fournir des crédits », mais sans préciser ce qu'il compte faire précisément pour relancer le marché du crédit hormis un hypothétique « programme d'investissement public-privé ».

Affaires diverses

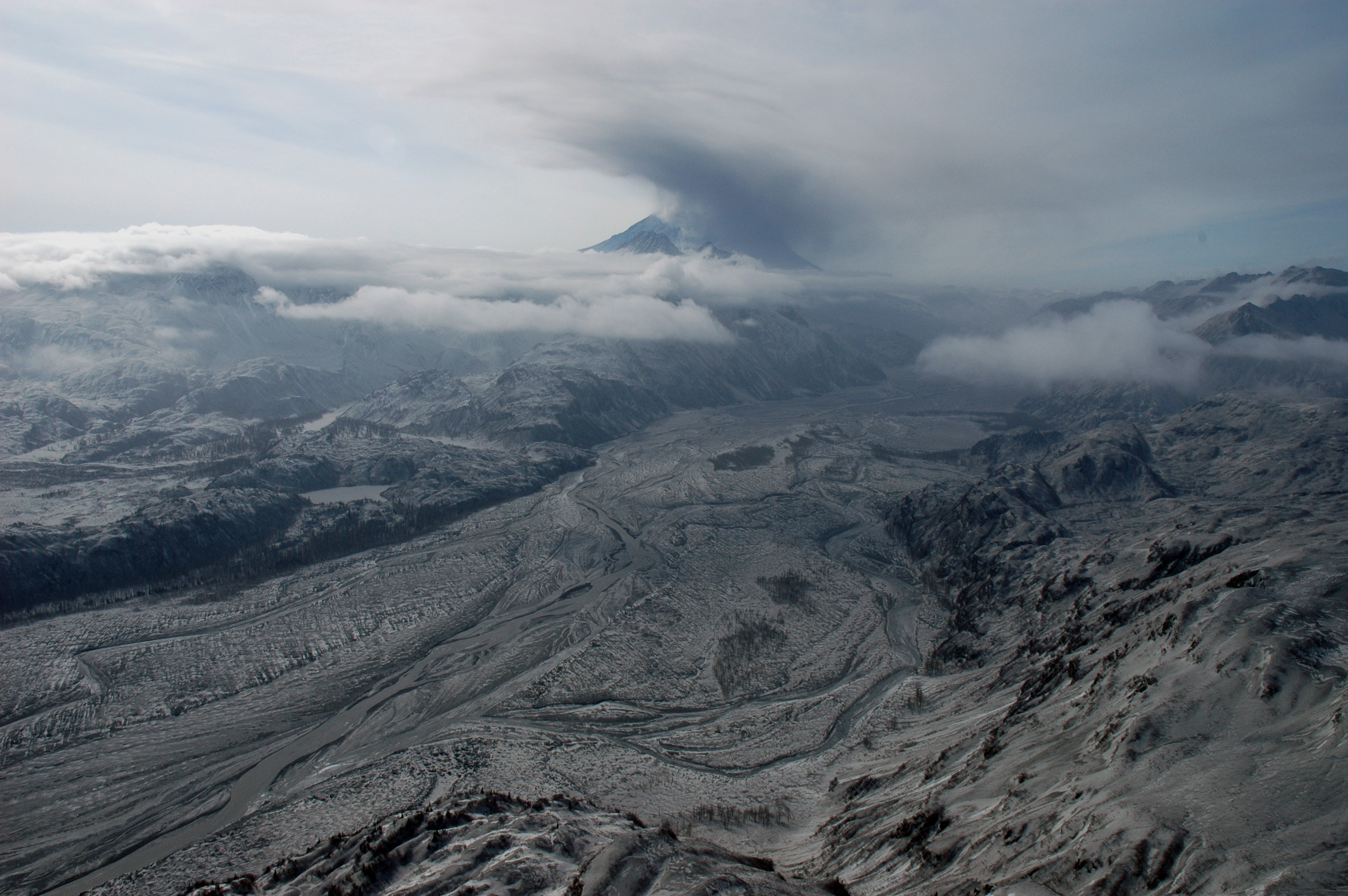
Mont Redoubt (3 108 m)
(31 mars 2009)

- Alaska : Le mont Redoubt (3 108 m), un des plus gros volcans de l'État, est entré en éruption dans la soirée en  projetant un important nuage de cendres projetant de la fumée et des cendres jusqu'à 15 250 mètres d'altitude. Ce volcan se trouve dans une zone peu peuplée, à 150 km au sud-ouest d'Anchorage (280 000 habitants). Il était en sommeil depuis 1990
- Californie : Un criminel de 26 ans en liberté conditionnelle tue 4 policiers, âgés de 35 à 43 ans, à Oakland, puis a pris la fuite à pied, déclenchant une vaste chasse à l'homme dans les rues de la ville bouclées à la circulation. Il a été finalement abattu lors de l'assaut donné par les commandos de la police. Le gouverneur Arnold Schwarzenegger, ordonne la mise en berne des drapeaux sur le capitole de l'État[7].
- Michigan : Un adolescent meurt après avoir été visé par un tir de Taser de la police à la suite d'une bagarre dans un appartement de Bay City.
- Montana : Un avion monomoteur, Pilatus PC-12, s'écrase et prend feu  alors qu'il tentait d'atterrir à l'aéroport de Butte,  tuant 14 personnes sur les 17 passagers qui se trouvaient à bord, dont un groupe de 12 enfants, de 6 à 10 ans. Ce type d'appareil est habilité à transporter seulement 12 personnes. Des témoins l'ont vu littéralement plongé avant de s'écraser dans le cimetière.

### Lundi23 mars 2009
Politique
- Administration du président Barack Obama : Plusieurs responsables politiques se sont inquiétés récemment, de la charge de travail reposant sur Timothy Geithner du fait du temps que prend la constitution de son équipe, alors que les États-Unis font face à une récession d'un ampleur sans égale depuis plusieurs décennies. Neal Wolin, un vétéran du Trésor ayant servi sous le gouvernement Clinton, est nommé comme  secrétaire adjoint au Trésor.

Économie
- La banque centrale de Chine annonce qu'elle va poursuivre ses achats de bons du Trésor américain, dont elle est le premier détenteur étranger au monde : « Investir dans les bons du Trésor américain est un élément important de la stratégie d'investissement de la Chine et nous poursuivrons cette pratique ». Il y a  dix jours, le premier ministre chinois, Wen Jiabao, avait exprimé ses craintes pour les investissements de son pays aux États-Unis devant le dérapage du déficit budgétaire américain. Le porte-parole de la Maison Blanche, Robert Gibbs déclare qu' « Il n'y a pas de placement plus sûr dans le monde que d'investir aux États-Unis » assurant que les Chinois ayant souscrit aux emprunts américains n'avaient pas de souci à se faire.
- Le Trésor publie les modalités de son programme  de rachat des « actifs toxiques » des banques. Ce plan prévoit la création de deux mécanismes associant des investisseurs privés, l'un pour les prêts, l'autre pour des titres adossés à des actifs immobiliers[8],[9],[10].

Affaires diverses
- Maryland : Un employé des postes volait des rouleaux de timbres pour les revendre sur le site de vente eBay. En deux ans avec un complice, il a ainsi écoulé pour plus d'un demi-million de dollars de timbres ordinaires, sans valeur faciale, pendant une période de deux ans[11].
- Une partie des cadres de l'assureur AIG ont accepté de rendre environ 50 millions de dollars sur les 165 millions de primes qui ont été payées le 15 mars. AIG appartient désormais à 80 % à l'État fédéral.

### Mardi24 mars 2009
Politique

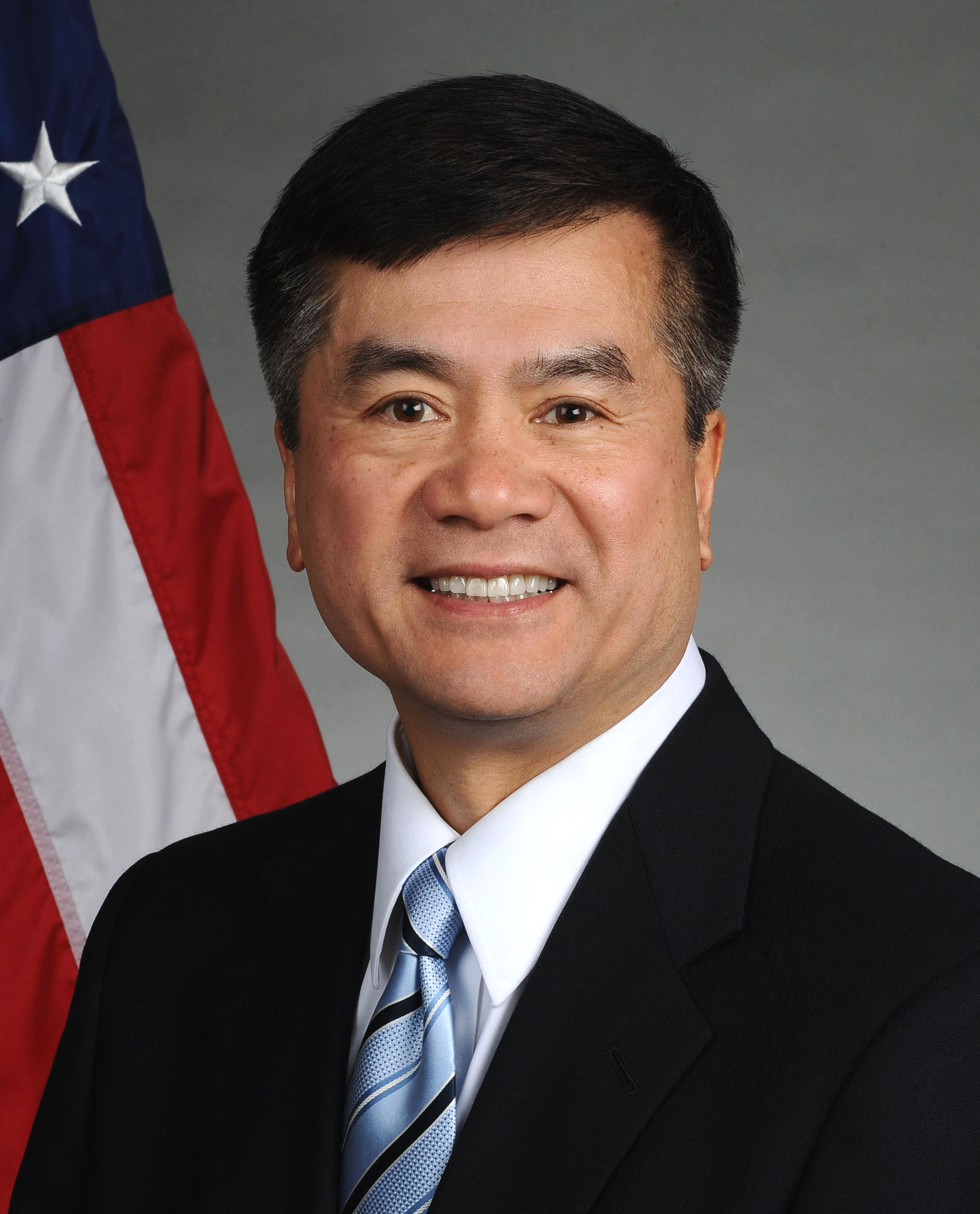
Gary Locke
(avril 2009)

- Administration du président Obama : Le sénat confirme le nouveau secrétaire d'État au Commerce, Gary Locke par acclamation. Au cours de son audition il a défendu un commerce équitable plutôt que le libre-échange, mettant l'accent sur « des normes élevées en matière environnementale, sociale et de sécurité ». Gary Locke sera chargé du commerce et de l'industrie, mais aussi de la pêche, du recensement décennal de 2010 et des services météorologiques.

Économie
- Le groupe automobile Ford Motor qui a connu une perte nette 2008 de 14,6 milliards de dollars annonce une réduction des coûts salariaux reposant notamment sur la suppression des augmentations de salaires et des primes au mérite pour les « cols blancs » aux États-Unis et « dans la plupart » des autres marchés où le constructeur est présent. En outre le directeur général Alan Mulally verra son salaire réduit de 30 % en 2009 et 2010, et les membres du conseil d'administration ne percevront pas de rémunération en numéraire.

### Mercredi25 mars 2009
Politique
- Le secrétaire au Trésor, Timothy Geithner assure que le nouveau plan  donnera au gouvernement les moyens de limiter la prise de risque « dans les sociétés pouvant créer des dégâts en cascade dans le système » : « Dans les semaines à venir, nous prendrons des mesures supplémentaires [...] proposerons des règles nouvelles et plus fortes pour protéger les consommateurs américains et les investisseurs contre les fraudes financières ».

Économie
- La Réserve fédérale annonce, pour sa première opération dans le cadre du nouveau plan, avoir racheté aujourd'hui sur le marché pour 7,5 milliards de dollars d'obligations du Trésor américain.

Affaires diverses
- Le puissant syndicat des routiers, Teamsters, faisant référence  à une communication aux autorités boursières (SEC), accuse le  groupe  de messagerie Federal Express de faire du chantage sur le Congrès en menaçant d'annuler des commandes d'avions Boeing, pour un montant de 10 milliards de dollars, si une loi facilitant l'adhésion aux syndicats, en particulier dans les chemins de fer, était adoptée[12].
- Un F-22 de l'Armée de l'air,  avion de combat de dernière génération, s'est écrasé ce matin dans le désert du sud de la Californie.

### Jeudi26 mars 2009
Politique
- Première démocratique : Le président Barack Obama invente un nouvel exercice de démocratie de masse en répondant en public aux questions posées par des dizaines de milliers d'Américains via internet. 104 129 questions portant sur l'économie ont été posées par 92 925 personnes dans les 36 heures précédentes. Le président n'a répondu qu'à quelques-unes d'entre elles, censées être les plus populaires[13].

Économie
- Le taux moyen pour un crédit immobilier à taux fixe sur 30 ans est à 4,85 % atteignant  son niveau le plus bas sur le marché américain depuis 1971,  conséquence logique de la politique monétaire de la Réserve fédérale, selon une enquête de Freddie Mac, un des deux organismes géant de refinancement hypothécaire. L'arrivée de la Réserve fédérale sur le marché de rachat des obligations du Trésor a poussé le prix de ces obligations vers le haut, et donc leur rendement vers le bas. Or, de nombreuses institutions financières indexent le taux de leur prêts hypothécaires sur le rendement des obligations du Trésor, vu comme une référence mondiale du prix de l'endettement immobilier.
- Le constructeur automobile General Motors annonce  que 7 500 de ses ouvriers ont souscrit à un plan de départs volontaires et quitteraient le groupe pour la plupart d'ici une semaine. Le groupe prévoit de supprimer 18 000 postes d'ouvriers d'ici à la fin de l'année aux États-Unis et quelque 47 000 postes dans le monde entier. D'autre part les premières lettres de licenciement adressées aux employés administratifs ont été envoyées, dans l'optique de supprimer 3 400 postes de cols blancs d'ici au 1er mai. En trois ans, 60 500 postes de travail ont été supprimés chez GM.

Affaires diverses
- La  Securities and Exchange Commission annonce  avoir démantelé une nouvelle fraude pyramidale, portant sur 68 millions de dollars et opérant via une société suisse, « United Trust of Switzerland » : La fraude ciblait les investisseurs américains et les trompait en leur faisant croire qu'ils plaçaient leur argent dans des certificats de dépôt qui offraient des retours sur investissement jusqu'à 321 % plus élevés que des certificats émis par les banques habituellement. 375 investisseurs ont été bernés depuis juillet 2004 pour un montant « d'au moins 68 millions de dollars », qui ont abouti sur un compte américain. Les sommes collectées servaient aux auteurs de l'escroquerie à « s'enrichir personnellement et à payer leurs dépenses personnelles »[14].
- Selon un rapport des Centres fédéraux de contrôle et de prévention des maladies, l'incidence de l'obésité chez les enfants et adolescents aux États-Unis paraît s'être stabilisée « entre 2000 et 2006 » après avoir explosé au cours des vingt dernières années, passant parmi les 2-19 ans  de 5 % entre 1976 et 1980 à 16,6 % au début des années 2000 : « On ne constate pas d'augmentation ni de diminution [toutefois] nous ne pouvons pas pour autant relâcher nos efforts alors que 16 % de nos jeunes restent obèses et que nous ne sommes pas parvenus à faire baisser ce chiffre »[15].
- Un galeriste de 59 ans, Lawrence Salander, à l'origine d'une vaste fraude portant sur 88 millions de dollars est interpellé et inculpé de plus de 100 chefs d'inculpations pour fraude et falsification notamment, certains étant passibles de 25 ans d'emprisonnement. L'escroc aurait trompé 26 personnes au total dont l'ancien champion de tennis John McEnroe (2 M$), la société Renaissance Art Investors (42 M$), spécialisée dans l'achat d'œuvres d'art à but d'investissement, ainsi que les héritiers du peintre Stuart Davis (6,7 M$), « en leur vendant des œuvres d'art qu'il ne possédait pas et en gardant l'argent » que ses clients lui versaient en espèces.

### Vendredi27 mars 2009
Politique
- Le président Barack Obama dévoile la nouvelle stratégie américaine en Afghanistan en insistant sur la priorité accordée à la lutte contre Al-Qaida et à une approche régionale intégrant le Pakistan voisin. La situation en Afghanistan, où les violences ont augmenté depuis deux ans, est « de plus en plus dangereuse » déclare le président, prévoyant des moyens supplémentaires, financiers et militaires, ajoutant que selon les services du renseignement américains, « Al-Qaida prépare des attaques sur les États-Unis du Pakistan ».

Économie
- Les services fiscaux annoncent une amnistie partielle  pour inciter les contribuables à leur dévoiler leurs comptes à l'étranger non déclarés supposés alimentés par  évasion fiscale : « Le fisc a décidé que si ces contribuables se présentent spontanément pour dévoiler toutes leurs activités et actifs à l'étranger, ils pourront s'attendre à une réduction d'impôts » à condition qu'ils le fassent dans les six mois à venir. Selon le Wall Street Journal les instructions  consistent à redresser le contribuable en fonction des règles en vigueur (avec les intérêts légaux) mais en atténuant les pénalités, qui parfois dépassent la valeur des actifs cachés au fisc, et en renonçant aux poursuites pénales.
- Géorgie : Faillite de la 21e banque régionale, la Omni National Bank, basée à Atlanta (Géorgie). Ses actifs gérés se montent à 956 millions de dollars et accueillait 796 millions $ de dépôts. La Compagnie fédérale d'assurance des dépôts bancaires (FDIC) estime le coût de cette faillite à  290 millions $. La Géorgie est particulièrement touchée par la crise avec 4 fermetures de banques.
- Ohio : Le géant  de la distribution Wal-Mart annonce  la fermeture d'un laboratoire de fabrication de verres optiques entraînant la suppression d'environ 650 postes mais parallèlement crée une centaine de postes dans ses sites en Indiana et en Arkansas.

Affaires diverses
- Des crues centenaires inondent de vastes superficies dans le Dakota du Nord et le Minnesota. Les militaires du Génie sont mobilisés pour renforcer les digues et les habitants entassent des sacs de sable pour protéger leurs maisons et leurs commerces. Des milliers d'habitants ont été cependant contraint de fuir leur foyer[16].

### Samedi28 mars 2009
Politique
- Administration du président Barack Obama : Trois nouveaux responsables ont été nommés à des postes élevés du département du Trésor : 
  - Helen Elizabeth Garrett, une universitaire, comme sous-secrétaire adjointe chargée de la politique fiscale,
  - Michael Barr, ancien du Trésor sous le président Bill Clinton, dont il fut aussi conseiller, comme sous-secrétaire adjoint chargé des institutions financières,
  - George Madison comme avocat-conseil du ministère.

### Dimanche29 mars 2009
Politique
- L'envoyé spécial pour le changement climatique Todd Stern, en visite à Bonn (Allemagne), assure que les États-Unis sont engagés « de toutes leurs forces et avec ferveur » dans la négociation d'un accord sur le climat d'ici la fin de l'année : « Nous sommes engagés de toutes nos forces et avec ferveur dans le processus de négociation [d'un nouvel accord multilatéral à la fin de l'année à Copenhague Nous revenons à la table [de négociation] avec énergie et engagement [...] mais nous ne ferons pas tout, tous seuls ».

Économie
- General Motors, confirme  la démission « avec effet immédiat » de son PDG Rick Wagoner (56 ans) et son remplacement par Fritz Henderson (50 ans), actuel directeur de l'exploitation du groupe depuis 2008 et auparavant directeur financier du groupe. L'ancien PDG en poste depuis juin 2000 s'en va avec un « parachute doré » de 20 millions de dollars correspondant "à sa retraite et « à d'autres éléments de rémunération à paiement différé, accumulés au 31 décembre pendant ses 32 ans chez General Motors » où il a fait toute sa carrière depuis sa  sortie de l'université Harvard en 1977.

Affaires diverses
- Caroline du Nord : Un tireur a abattu huit personnes pour la plupart âgées ou infirmes et en a blessé au moins quatre autres, dont un policier, au cours d'une fusillade dans une maison de retraite et de traitement des malades d'Alzheimer à Carthage (2 000 hab.). Le tireur blessé a été neutralisé et arrêté. En six mois, les États-Unis ont connu 5 fusillades meurtrières[17].
- Le compositeur français Maurice Jarre (84 ans), meurt d'un cancer à Los Angeles. Auteur de nombreuses musiques mythiques de films, parmi lesquels Docteur Jivago, Lawrence d'Arabie, Paris brûle-t-il ? et La Route des Indes. Il est le compositeur de musique le plus récompensé par les Oscars avec trois statuettes. Il a signé plus de 150 musiques de films pour les plus grands réalisateurs.
- La  photographe Helen Levitt (95 ans), meurt  chez elle à Manhattan. Elle s'est rendu célèbre avec ses scènes de la vie new-yorkaise, vues de la rue, montrant un quotidien aujourd'hui révolu. Dès les années 1930, elle acquit une reconnaissance internationale avec ses clichés réalisés dans les quartiers modestes et  ses portraits d'enfants dessinant à la craie dans la rue. Son « New York City 1938-1943 » fut désigné comme l'un des 100 meilleurs livres photos. Après guerre, elle travailla comme photo-journaliste et ne passa à la couleur que dans les années 1960.

### Lundi30 mars 2009
Politique
- Le président Barack Obama présente son plan de sauvetage du secteur automobile américain particulièrement touché par la crise, promettant : « Nous ne pouvons pas, nous ne devons pas et nous ne laisserons pas disparaître notre industrie automobile ». Le président  a recalé les plans de restructuration élaborés par General Motors et Chrysler et sommé les deux constructeurs automobiles de présenter des solutions « viables », laissant ouvertement planer la menace d'une faillite afin de se restructurer, comme le permet le chapitre 11 de la loi, car ces  plans « ne vont pas suffisamment loin pour justifier les nouveaux investissements substantiels que réclament ces entreprises » auprès des contribuables : « Il y a des emplois qui ne pourront être sauvés et des usines qui ne rouvriront pas [...] des choix difficiles [devront être faits par les deux groupes, soutenus par les deniers de l'État] Ce secteur est comme aucun autre un emblème de l'esprit américain et un symbole du passé comme de l'avenir de la réussite de l'Amérique [...] C'est un pilier de notre économie ». Fin décembre les deux constructeurs ont reçu une aide fédérale de 17,4 milliards de dollars et demandent une nouvelle rallonge de 16,6 milliards pour GM et 5 milliards pour Chrysler. GM a 60 jours pour présenter une stratégie « viable » et Chrysler à 30 jours pour conclure un accord définitif avec l'italien Fiat, qui doit lui apporter la technologie et les modèles dont il a besoin.
- Le patron de Fiat, Sergio Marchionne, a souhaité « remercier publiquement le président Barack Obama [...] pour son encouragement à finaliser une alliance solide entre Chrysler et Fiat ». Cependant, le titre Fiat a perdu près de 10 % à la Bourse de Milan, qui juge l'alliance italo-américaine plus risquée que prévu.

Économie
- Le groupe informatique Microsoft et le fabricant néerlandais de systèmes de navigation TomTom annoncent avoir réglé à l'amiable leurs litiges pour violation de brevets. Selon les termes d'un accord d'une durée de cinq ans, TomTom devra verser une somme à Microsoft pour avoir le droit d'utiliser certaines technologies. Il s'est par ailleurs engagé à retirer de ses produits, d'ici deux ans, une fonctionnalité dite de « gestion de fichiers ».

Affaires diverses
- Californie : Un homme a tué 12 personnes dont plusieurs enfants à Santa Clara (Silicon Valley). Le tueur a été arrêté.

### Mardi31 mars 2009
Économie
- Le constructeur italien Fiat ne devrait prendre dans un premier temps que 20 % du capital de son concurrent en difficulté Chrysler, dont l'actionnaire majoritaire, le fonds d'investissement Cerberus, va perdre l'essentiel de sa mise mais continuera à conserver le contrôle de la société de crédit automobile du groupe, Chrysler Financial. Le projet initial, dévoilé en janvier  prévoyait l'octroi à Fiat de 35 % du capital de Chrysler en échange d'un accès à sa technologie. La réduction des ambitions de Fiat est destinée à faciliter les négociations avec  le Trésor qui devrait verser à Chrysler les 6 milliards de dollars qu'il demande. Fiat ne sera pas autorisé à porter sa participation dans Chrysler au-delà de 49 % tant que cette somme n'aura pas été remboursée.
- Le groupe informatique Microsoft annonce la fermeture prochaine de son encyclopédie en ligne Encarta, mise à mal par la concurrence dans un secteur dominé par le site gratuit Wikipédia[18].